# Kikutnica czerwona
Kikutnica czerwona (Nymphon brevirostre) – jedyny bałtycki przedstawiciel kikutnic. Rozmiary niewielkie – długość ciała do 0,3 cm i rozpiętość odnóży do 2 cm. Występuje miejscami na głębszym dnie Morza Bałtyckiego, szczególnie na obszarze obu krawędzi Rynny Słupskiej.